# Saint-Julien-sur-Dheune
Saint-Julien-sur-Dheune là một xã ở tỉnh Saône-et-Loire, vùng Bourgogne-Franche-Comté, Pháp.
Theo điều tra dân số năm 1999, xã có dân số 220 người.
Dân số ước tính năm 2005 là 233 người.